# Углєш
45°39′ пн. ш. 18°40′ сх. д. / 45.65° пн. ш. 18.66° сх. д.
Углєш (хорв. Uglješ) — населений пункт у Хорватії, в Осієцько-Баранській жупанії у складі громади Дарда.

## Населення
Населення за даними перепису 2011 року становило 507 осіб.
Динаміка чисельності населення поселення:

## Клімат
Середня річна температура становить 11,04 °C, середня максимальна – 25,36 °C, а середня мінімальна – -6,02 °C. Середня річна кількість опадів – 634 мм.
| Клімат поселення                              | Клімат поселення | Клімат поселення | Клімат поселення | Клімат поселення | Клімат поселення | Клімат поселення | Клімат поселення | Клімат поселення | Клімат поселення | Клімат поселення | Клімат поселення | Клімат поселення | Клімат поселення |
| Показник                                      | Січ.             | Лют.             | Бер.             | Квіт.            | Трав.            | Черв.            | Лип.             | Серп.            | Вер.             | Жовт.            | Лист.            | Груд.            |                  |
| Середній максимум, °C                         | 5,83             | 7,84             | 12,51            | 17,16            | 22,44            | 25,36            | 25,32            | 24,95            | 20,73            | 15,27            | 9,26             | 5,37             |                  |
| Середня температура, °C                       | −0,1             | 1,90             | 6,60             | 11,26            | 16,54            | 19,42            | 21,33            | 20,90            | 16,72            | 11,28            | 5,25             | 1,36             |                  |
| Середній мінімум, °C                          | −6,02            | −4,02            | 0,65             | 5,33             | 10,60            | 13,52            | 17,31            | 16,93            | 12,70            | 7,26             | 1,25             | −2,65            |                  |
| Норма опадів, мм                              | 40               | 34               | 38               | 49               | 59               | 79               | 63               | 61               | 50               | 54               | 59               | 48               |                  |
| Середньомісячна швидкість вітру, м/с          | 2.40             | 2.67             | 2.90             | 2.83             | 2.50             | 2.30             | 2.30             | 2.10             | 2.10             | 2.20             | 2.37             | 2.50             |                  |
| Середньомісячна сонячна радіація, кДж/м²·день | 4172             | 6963             | 10896            | 15512            | 19383            | 21667            | 22089            | 20185            | 14896            | 9371             | 4740             | 3496             |                  |
| --------------------------------------------- | ---------------- | ---------------- | ---------------- | ---------------- | ---------------- | ---------------- | ---------------- | ---------------- | ---------------- | ---------------- | ---------------- | ---------------- | ---------------- |
| Джерело:                                      |                  |                  |                  |                  |                  |                  |                  |                  |                  |                  |                  |                  |                  |